# Mi Reflejo
Mi Reflejo este primul album în limba Spaniolă, înregistrat de către cântăreața de origine americană Christina Aguilera.
Acest album a apărut pe data de 12 septembrie 2000. Conține versiunile în limba spaniolă a cântecelor de pe albumul său de debut, în limba engleză. A obținut locul 27 în top Billboard 200, iar în America Latină Mi Reflejo a obținut locul 1 în topul albumelor latino. Albumul a fost vândut în 2.5 milioane de exemplare pe plan mondial. Acesta a obținut discul de aur (500,000) în S.U.A. și 3 discuri de platina (600.000 Versiunea latino). Aguilera a câștigat, de asemenea, la World Music Award premiul pentru cel mai bine vândut album latino al anului.

## Lista Cântecelor
| #   | TItlul                                               | Muzica/Versuri                                       | Durata |
| --- | ---------------------------------------------------- | ---------------------------------------------------- | ------ |
| 1.  | "Genio Atrapado"                                     | David Frank, Pamela Sheyne, Rudy Perez, Steve Kipner | 3:36   |
| 2.  | "Falsas Esperanzas"                                  | Jorge Luis Piloto                                    | 2:57   |
| 3.  | "El Beso Del Final"                                  | Franne Golde, Perez, Tom Snow                        | 4:41   |
| 4.  | "Pero Me Acuerdo De Tí"                              | Perez                                                | 4:26   |
| 5.  | "Ven Conmigo (Solamente Tú)"                         | Johan Aberg, Paul Rein, Perez                        | 3:11   |
| 6.  | "Si No Te Hubiera Conocido (împreună cu Luis Fonsi)" | Perez                                                | 4:50   |
| 7.  | "Contigo En La Distancia"                            | César Portillo DeLaLuz                               | 3:44   |
| 8.  | "Cuando No Es Contigo"                               | Manuel Lopez, Perez                                  | 4:10   |
| 9.  | "Por Siempre Tú"                                     | Diane Warren                                         | 4:05   |
| 10. | "Una Mujer"                                          | Guy Roche, Perez, Shelly Peiken                      | 3:14   |
| 11. | "Mi Reflejo"                                         | David Zippel, Matthew Wilder, Perez                  | 3:37   |

## Single-uri
| Copertă single | Informații despre single                                                                                               | Copertă Alternativă |
| -------------- | --- | ------------------- |
|                | Pero me acuerdo de ti - Lansat: 19 septembrie 2000 - Logo: RCA Records - Poziție în top: #1 (Argentina, Chile, Mexic). |                     |
|                | Falsas esperanzas - Lansat: 4 mai 2001 - Logo: RCA Records - Poziție în top: #1 (Mexic).                               |                     |